# Diemientij Parotikow
Diemientij Gawriłowicz Parotikow (ros. Дементий Гаврилович Паротиков; ur. 14 lipca 1927, zm. 3 marca 2011 ) – radziecki aktor, Ludowy Artysta Rosyjskiej FSRR (1979).

## Życiorys
W 1946 ukończył studio teatralne Barnaulskiego Teatru Dramatu. od 1946 (z przerwą) występował w trupie tego Teatru, gdzie również był reżyserem.

## Nagrody i odznaczenia
- Ludowy Artysta RFSRR (1979)[2] .